# Draco Racing
 (juillet 2019).
Draco Racing est une écurie de sport automobile italienne. Elle a été fondée par Adriano Morini en 1989. Elle a notamment participé au championnat de Formula Renault 3.5 Series de 2005 à 2015.

## Résultats en Formule Renault 3.5 Series
| Saison | Écurie                          | Châssis | Moteur  | Pilotes                                      | Courses disputées | Victoires | Pole positions | Podiums | Records du tour | Points inscrits | Classement |
| ------ | ------------------------------- | ------- | ------- | -------------------------------------------- | ----------------- | --------- | -------------- | ------- | --------------- | --------------- | ---------- |
| 2005   | Draco Multiracing               | Dallara | Renault | Markus Winkelhock Christian Montanari        | 17                | 4         | 2              | 9       | 2               | 167             | 2e         |
| 2006   | Draco Racing                    | Dallara | Renault | Pastor Maldonado Tomas Kostka Miloš Pavlović | 17                | 3         | 4              | 8       | 6               | 132             | 2e         |
| 2007   | Draco Racing                    | Dallara | Renault | Miloš Pavlović Álvaro Barba                  | 17                | 3         | 0              | 6       | 4               | 160             | 2e         |
| 2008   | International DracoRacing       | Dallara | Renault | Bertrand Baguette Marco Barba                | 17                | 1         | 0              | 1       | 0               | 93              | 6e         |
| 2009   | International DracoRacing       | Dallara | Renault | Bertrand Baguette Marco Barba                | 17                | 5         | 4              | 12      | 2               | 205             | Champion   |
| 2010   | International DracoRacing       | Dallara | Renault | Nathanaël Berthon Omar Leal                  | 17                | 1         | 0              | 4       | 0               | 71              | 7e         |
| 2011   | International DracoRacing       | Dallara | Renault | Stéphane Richelmi André Negrão Adrien Tambay | 17                | 0         | 0              | 0       | 0               | 26              | 12e        |
| 2012   | International Draco Racing      | Dallara | Renault | Nico Müller André Negrão                     | 17                | 0         | 0              | 2       | 0               | 114             | 8e         |
| 2013   | International Draco Multiracing | Dallara | Renault | Nico Müller André Negrão                     | 17                | 2         | 2              | 4       | 0               | 194             | 3e         |
| 2014   | International Draco Racing      | Dallara | Renault | Pietro Fantin Luca Ghiotto                   | 17                | 0         | 0              | 1       | 0               | 52              | 9e         |
| 2015   | International Draco Racing      | Dallara | Renault | Pietro Fantin André Negrão Bruno Bonifacio   | 17                | 0         | 0              | 1       | 1               | 66              | 8e         |